# Collandres-Quincarnon
Collandres-Quincarnon é uma comuna francesa na região administrativa da Normandia, no departamento de Eure. Estende-se por uma área de 7,86 km². Em 2010 a comuna tinha 245 habitantes (densidade: 31,2 hab./km²).